# Anodontostoma
Anodontostoma es un género de peces que pertenece a la familia Clupeidae, del orden Clupeiformes. Esta especie marina fue descubierta por Pieter Bleeker en 1849.

## Especies
Especies reconocidas del género:
- Anodontostoma chacunda (F. Hamilton, 1822)
- Anodontostoma selangkat (Bleeker, 1852)
- Anodontostoma thailandiae Wongratana, 1983

### Lectura recomendada
- Wongratana, T., 1983. Diagnoses of 24 new species and proposal of a new name for a species of Indo-Pacific clupeoid fishes. Jpn. J. Ichthyol. v. 29 (núm. 4): 385-407.
- Bleeker, P., 1852. Bijdrage tot de kennis der Haringachtige visschen van den Soenda-Molukschen Archipel. Verh. Batav. Genootsch. Kunst. Wet. v. 24: 1-52.